# تاوران (إندونيسيا)
تاوران (بالإندونيسية: Tawuran) هو شكل من أشكال القتال العرفي الجماعي في الشوارع بين عصابات من طلاب المدارس ذات الصلة في المناطق الحضرية في إندونيسيا، وخاصة في العاصمة جاكرتا. يمارسها إلى حد كبير الذكور في السنة الإعدادية أو الثانوية في المدارس العليا.
اقترح عالم الاجتماع الإندونيسي ويروموتو أن يكون هذا الشكل من القتال بمثابة آلية لإطلاق الضغط، كما يحدث في كثير من الأحيان بعد الامتحانات أو مواسم الأعياد أو التخرج.اقترح و. د. منصور أنه لا ينتج عن عوامل شخصية مثل الدين أو الشخصية، ولكن من ديناميات الجماعة مثل التضامن.
يمكن أن يؤدي توران إلى إصابات خطيرة أو حتى الموت. في عام 1999 كان هناك 67 حالة وفاة. استمر عدد القتلى في الارتفاع من عام 2000 حتى أواخر عام 2005 مما أسفر عن وفاة 297 شخص، في عام 2011 سجلت 82 حالة وفاة. أشار تقرير لقناة الجزيرة 2013 إلى تزايد استخدام الهجمات الحمضية في تاوروان، مما أدى إلى إصابات شديدة وحالات تشوه. وفقًا لتقرير واحد، بين عامي 2012 و2017 قتل 130 طالبًا.